# Kamienica przy ul. Armii Krajowej 23 w Ełku
Kamienica przy ulicy Armii Krajowej 23 w Ełku – zabytkowa kamienica położona w dzielnicy Centrum w Ełku. Zbudowana w 1907 roku. Obiekt figuruje w Rejestrze Zabytków – nr rej.: 773 z 30.03.1990. Trzy spośród czterech kondygnacji są przeznaczone do celów mieszkaniowych, na parterze mieszczą się punkty handlowe.